# Lars Hagström (översättare)
Lars Åke Anders Hagström, född 16 maj 1960 i Borås Gustav Adolfs församling, då tillhörande Älvsborgs län, död 14 april 2001 i Borås Gustav Adolfs församling i Västra Götalands län, var en svensk översättare, musiker och skribent.

## Verksamhet
Lars Hagström var kulturskribent och översättare av fransk och amerikansk modernistisk litteratur. Han medverkade även som gitarrist i ett antal rockgrupper från tonåren och framåt i sin hemstad. Annandag jul årligen 1980-1987 gav han tillsammans med Knallpulverorkestern en konsert på Rockborgen. Han var också verksam som litteratur- och teaterkritiker i Borås Tidning. Flera av den franske författaren och språkekvilibristen Raymond Queneaus böcker överförde Lars Hagström till svenska, liksom den amerikanske modernisten e e cummings. Våren 1998 vann han den första poetry slamtävlingen som arrangerades i Borås och Sjuhäradsbygden. I sin egen debutbok Livet även om jag dör (Bonniers, 2001) bearbetade han på sjukbädden det faktum att han led av en obotlig form av gallgångscancer. Han avled på påskafton 2001 och efterlämnade fru och två söner. Estradpoesi-turneringen Hagströms hink är uppkallad efter honom. 
| ”                                             | Konsten är som forna tiders skepp. En miniatyr, en modell av ett större sammanhang, med en viktig mission. Ett skepp som ständigt ligger i hamn gör ingen nytta. Ett skepp ska vara ute på stormande hav; frakta varor, förnödenheter, meddelanden och folk. Och hela tiden riskera att gå i kvav. Några sjunker, de flesta kommer fram. | „ |
| – Lars Hagström, Livet även om jag dör (2001) | |   |

## Verk (urval)

### Boktitlar
- Andy Warhol: Från A till B (översatt i samarbete med Görgen Antonsson), Rabalder, 1981)
- e e cummings: 50 dikter (FIB:s Lyrikklubb 1984, översatt i samarbete med Görgen Antonsson)
- Raymond Queneau: Stilövningar (Bakhåll, 1987)
- Raymond Queneau: Hundra tusen miljarder dikter (Bakhåll,  1991)
- Raymond Queneau: Blå blommor (Bakhåll, 1995)
- Raymond Queneau: Pierrot min vän (Bakhåll,  1997)
- När ordet rör sig står poeten stilla - eller hur gör man? (Essä i: Slam!: handbok för estradpoeter, Passus, 2000)
- Livet även om jag dör (Bonniers, 2001)

### Musikgrupper
- Knallpulverorkestern (1978-1987)
- Unos kanoner (1985-87)

#### Inspelningar
- Knallpulverorkestern: Ingen mänska lider / Absint (singel, 1980). Huvudmusiker: Bengt Green, Anders Gustafsson, Lars Hagström, Lena Odén, Magnus Haglund, Stefan Sandberg. Gäster: Görgen Antonsson, Thomas Ahlsén.
- Knallpulverorkestern (kassett, 1983-1984). Musik: Knallpulverorkestern. Texter: Bengt Green. Medverkande: Bengt Green, Anders Gustafsson, Lars Hagström, Lena Odén, Stefan Sandberg. Gäst: Per Norberg.
- Unos kanoner: Popmusik (kassett, 1985). Huvudmusiker: Björn Särnblom (bas, sång), Christian Bengtson (trummor, sång), Lars Hagström (gitarr, sång), Pentti Salmenranta (gitarr, sång). Gästmusiker: Ann-Marie Hagström, Björn Nilsson, Stefan Sandberg (saxofon), Sverker Stenbäcken.
- Unos kanoner: U.K. was here (kassett, 1986). Huvudmusiker: Christian Bengtson (trummor, sång), Jan Bengtsson (bas), Lars Hagström (gitarr, sång), Pentti Salmenranta (gitarr, sång). Gästmusiker: Erik Bengtsson, Ingrid Eriksson, Jim Hägerström, Niklas Fröjd, Stefan Sandberg (tenorsaxofon).
- Björn Nilsson (komponist): CXLI greetings to La Monte Young. Musiker: Lars Hagström (piano), Björn Nilsson (percussion). Utgivet på: With a minimum of means (Content SAK 4610-2, CD, 1997).